# Antemíolo
Antemíolo (471) era filho do imperador romano do ocidente Antêmio (r. 467 - 472) e Márcia Eufêmia, filha do imperador romano do Oriente Marciano. Seu nome significa "pequeno Antêmio" e provavelmente é um diminutivo de seu nome verdadeiro Antêmio.

## História
Sua vida é conhecida apenas a partir da Crônica Gálica de 511. Ele foi enviado por seu pai para a Gália com um poderoso exército acompanhado de três generais - Torisáuio, Everdingo e Hermiano - para se opor aos visigodos, em seguida, ocupando Provença e ameaçando conquistar Auvérnia. Ele e seus generais foram derrotados pelo rei visigodo Eurico perto de Arles e quatro deles perderam suas vidas.
Segundo a Crônica, este evento ocorreu entre a ascensão de Eurico (467) e a guerra entre Antêmio e Ricimero (471 - 472). Provavelmente, o intervalo pode ser ainda mais reduzido para o período em que Antêmio é conhecido por ter estado a organizar um esforço concentrado para eliminar os visigodos da Gália entre 468 e 471, um período no qual um exército liderado pelo britânico Riotamo foi derrotado perto de Déols. Não é impossível que o exército de Antemíolo tenha sido enviado para reforçar as forças de Riotamo e que Eurico tenha derrotado ambas as forças, por sua vez, provavelmente em 470 ou 471.